# Bor Pavlovčič
Bor Pavlovčič (12. ožujka 1996.), slovenski skijaš skakač. Član je ND Rateče-Planica.
U Kontinentalnom pokalu prvi je put nastupio 27. prosinca 2015. godine u Engelbergu. Prvi je put na postolju bio 24. siječnja 2016. trećim mjestom u Sapporu. Na istom je mjestu šest dana zatim debitirao u Svjetskom kupu i osvojio 26. mjesto i prvo uvrštavanje među osvajače bodova. Dan poslije na istom je prizorištu poboljšao svoj najbolji plasman osvajanjem 16. mjesta.
Na Svjetskom juniorskom prvenstvu 2017. u Park Cityju osvojio je sa Slovenijom zlato u momčadskoj konkurenciji na maloj skakaonici. S njim su skakali Tilen Bartol, Aljaž Osterc i Žiga Jelar. U mješovitoj konkurenciji je godinu prije u Râșnov osvojio sa Slovenijom zlato. S njim su skakali Nika Križnar, Ema Klinec i Domen Prevc.
Na Olimpijskim igrama mladih u Lilleharmju osvojio je 2016. godine zlato u pojedinačnoj i momčadskoj konkurenciji. Time je postao drugi Slovenac koji je na OIM-u postigao taj rezultat. Prije je to uspjelo Anžu Lanišku.

## Vanjske poveznice
- Bor Pavlovčič[neaktivna poveznica], Međunarodna skijaška federacija (eng.)